# 拉西讷
拉西讷（法語：Racines，法語發音：[ʁasin]）是法国奥布省的一个市镇，属于特鲁瓦区。

## 地理
拉西讷（48°2'59"N, 3°50'37"E）面积7.5 平方千米，位于法国大東部大區奥布省，该省份为法国中北部省份，北起马恩省，西接塞纳-马恩省，西南至约讷省，东南至科多尔省，东临上马恩省。
与拉西讷接壤的市镇（或旧市镇、城区）包括：奥特地区库尔桑、库尔托尔、蒙费、拉松、讷维索图尔、苏曼特兰。

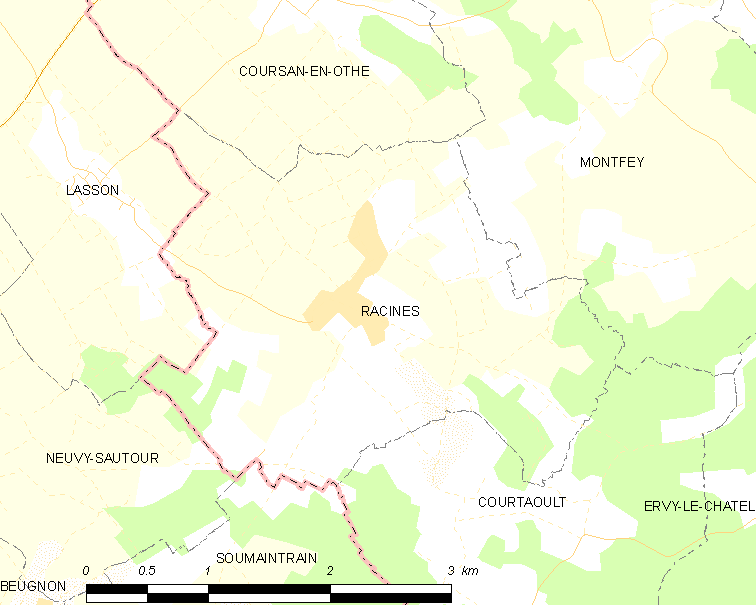
拉西讷的OSM定位图

拉西讷的时区为UTC+01:00、UTC+02:00（夏令时）。

## 行政
拉西讷的邮政编码为10130，INSEE市镇编码为10312。

## 政治
拉西讷所属的省级选区为艾克斯-维勒莫尔-帕利斯县。

## 人口

1962-2008年间拉西讷人口变化图示

拉西讷于2022年1月1日时的人口数量为177人。